# Acer fulvescens
Acer fulvescens — вид квіткових рослин із роду клен (Acer).

## Морфологічна характеристика
Це однодомне дерево до 20 метрів заввишки. Кора сіра чи жовтувато-сіра; сочевички жовті, дрібні. Листки опадні: листкові ніжки 3–9 см завдовжки, тонкі; листові пластинки знизу блідо-зелені й запушені особливо на жилках, зверху темно-зелені й голі чи запушені, майже округлі, 7–10 × 5–11 см, зазвичай 3- чи 5-лопатеві, рідко нерозділені чи з 1 чи 2 маленькими додатковими базальними частками; частки широко-трикутно-яйцеподібні, 2–3 × 1–3 см, на верхівці загострені чи довго загострені. Суцвіття щиткувате, 8–10 см, голе. Чашолистків 5, ≈ 3 мм. Пелюсток 5, зворотно-яйцюваті. Тичинок 8. Плоди зазвичай сіро чи жовто-запушені, рідше голі. У зрілому віці плід пурпурувато-жовтий; горішки стислі, 13–15 × 8–10 мм, крила тонкі, найширші в середині, верхівка тупа, крила розправлені майже горизонтально. Період цвітіння: квітень; період плодоношення: серпень.

## Середовище проживання
Ареал: Китай (Тибет, Сичуань). Росте в лісах на висотах від 1800 до 3200 метрів.

## Використання
Немає інформації.